# 티그란 마르티로샨 (1983년)
티그란 바르다니 마르티로샨(아르메니아어: Տիգրան Վարդանի Մարտիրոսյան, 1983년 3월 3일~)은 아르메니아의 역도 선수이다. 2008년 하계 올림픽 남자 라이트헤비급 종목에서 은메달을 획득했으며 세계 선수권 대회에서 동메달 1개, 유럽 선수권 대회에서 금메달 1개를 획득했다.